# 日本基督教団長崎教会
日本基督教団長崎教会(にほんきりすときょうだんながさききょうかい)は、日本基督教団に所属する改革長老系の教会である。

## 歴史
1859年 フルベッキが宣教師とし着任し、済美館で佐賀藩士達に英語を教える。フルベッキが明治政府に招かれて、東京の大学南校(後の、開成学校、東京大学)に招かれたので、ミッションの事務局のフェリスに後任を求める。1869年 ヘンリー・スタウトがフルベッキの後任として来日し、広運館(1868年4月に、済美館が改称)で英語を教える。
1872年にスタウトが広運館を辞職して、自宅で聖書を用いて夜間英語塾を始める1873年 中津藩出身の瀬川浅が洗礼を受ける。1873年にキリシタン禁制の高札が廃止されたので、梅が崎の自宅に小さな小屋を建てて、東山学院、梅香崎女学校の校舎とした。1874年瀬川浅ら三人が洗礼を受ける。翌年、東山学院の校舎で日曜礼拝を行う。スタウトと瀬川が日本語で説教を始める。1875年に梅香崎に教会堂を建設する。1876年 春に、酒屋町一週間にわたる伝道集会を行い、その年のクリスマスに会員10人子供2人で長崎日本基督公会(後に、長崎一致教会と改称)を組織する。
1877年 東京一致神学校が開校されると、瀬川が上京して入学する。1881年 日本基督一致教会の西部中会が設立される。長崎一致教会、柳川一致教会、下関教会の3教会で構成され。鹿児島一致教会参入する。
1890年に、日本基督教会が成立して、長崎教会も参入する。1925年に長崎市大浦町に現在の会堂が建設される。
1941年に成立した、日本基督教団に日本基督教会の教会として参入する。1945年8月9日に米軍による原子爆弾の投下で、被災するが建物は残る。